# Семён Михайлович (посадник)
Семён Михайлович (Смен Михайлов) (ум. 16 июня 1287 г.) — новгородский посадник в 1280—1286 гг.

## Посадничество
Новгородский князь Дмитрий Александрович в 1280 г. лишил Михаила Мишинича должности посадника и отдал её Семёну Михайловичу, который прибыл из Ладоги. Предполагается, что он до 1280 г. был Ладожским посадником. Князь Дмитрий в следующем году рассорился с новгородцами и стал их разорять. В 1282 г. брат Дмитрия, Андрей Александрович пошёл войной против него. Поддержали его и посадник Семён Михайлович с новгородцами. Посадник Семён в том же году переехал в Торжок, чтобы сидеть там засадой и не пускать наместников князя Дмитрия.
В 1283 г. новгородцы участвуют в походе князей против князя Дмитрия. Однако Дмитрию удаётся заполучить ярлык на княжение. Князь Андрей приехав в Торжок призывает к себе Семёна Михайловича со всеми старейшинами и заключает с ними договор о том, что он становится Новгородским князем, а новгородцы не должны искать себе другого князя. Но затем Андрей уступает Новгородский стол брату Дмитрию. 9 сентября 1284 г. новгородцы вместе с посадником совершили набег на карелов.
В 1284 г. князь Андрей с помощью военной силы посадил на новгородский стол своего брата Дмитрия. В 1286 г. было отнято посадничество у Семёна Михайловича и отдано Андрею Климовичу. В следующем году был большой мятеж в Новгороде против Семёна Михайловича. Был разграблен его дом, но самому ему удалось укрыться в Софийском соборе. В том же 1287 г. через малое число дней разболелся и умер 16 июня в понедельник на св. Тихона.

## Семья
У Семёна Михайловича был сын Матвей, который посадничал в Ладоге с 1291 г.
1. Михаил Фёдорович
  1. Семён Михайлович
    1. Матвей Семёнович